# Alcyna kingensis
Alcyna kingensis is een slakkensoort uit de familie van de Trochidae. De wetenschappelijke naam van de soort werd voor het eerst geldig gepubliceerd in 1956door Gabriel.